# Veliki muftija
Veliki muftija (arap.: مفتي عام‎, muftī ʿām ili arap.: كبير المفتين‎, kabīr al-muftīn) je najviši predstavnik vjerskog prava u sunitskim ili ibadijskim muslimanskim zemljama. Izdaje pravna mišljenja i zapovijedi, tzv. fetve, na osnovu tumačenja islamskih zakona za privatne klijente ili zbog pomoći sudcima u rješavanju slučajeva. Prikupljena mišljenja velikog muftije služe kao dragocjen izvor informacija o praktičnoj primjeni islamskog zakona kao suprotnost apstraktnim formulacijama. Fetve velikih muftija nisu obvezujuće u oblastima građanskog prava koji reguliraju sklapanje ili razvod braka, nasljedstvo, kao ni u krivičnom pravu.
Veliki muftija se u Bošnjaka naziva reis-ul-ulema, koji predstavlja najviši vjerski autoritet, ne samo za muslimane u Bosni i Hercegovini, već i za muslimane u Hrvatskoj, Sandžaku, Sloveniji, Srbiji i bošnjačkoj dijaspori.

## Povijest
Muftije su muslimanski vjerski učenjaci koji izdaju utjecajna pravna mišljenja (fetve) tumačenjem šerijata. Osmansko Carstvo je započelo praksu davanja službenog priznanja i statusa jednog muftije, koji je iznad svih ostalih, kao velikog muftije. Veliki muftija Istanbula je od kasnog 16. stoljeća dobio status šefa vjerskih ustanova. On nije bio samo nadmoćan, nego je birokratski odgovarao za skup religijsko-pravnih stručnjaka i donosio je pravne odluke o važnim državnim politikama, kao što je svrgnuće vladara s prijestolja. Ova praksa je kasnije pozajmljena i prilagođena u Egiptu tijekom sredine 19. stoljeća. Od tada, koncept se proširio na druge muslimanskim države, tako da danas ima oko 16 zemalja sa znatnim muslimanskim stanovništvom koje imaju velikog muftiju. Odnos između velikog muftije bilo koje države i vladara se može znatno razlikovati, kako od regije do regije, tako i ovisno o povijesnoj eri.